# Len-Barry Simons
Len-Barry Simons (Swellendam, 1993) è un attore sudafricano.

## Biografia
Len-Barry Simons è nato a Swellendam, in Sudafrica, venendo cresciuto bilingue inglese e afrikaans. Dopo gli studi superiori a Bredasdorp, ha conseguito la laurea in arte drammatica all'Università di Stellenbosch nel 2015, per poi intraprendere la carriera da attore prendendo parte a varie produzioni teatrali.
Nel 2018, Simons ha interpretato il ruolo ricorrente di Francois nella serie televisiva Arendsvlei, mentre l'anno successivo quello di Chad, uno dei protagonisti del film TV Somerkersfees e, due anni dopo, veste i panni di Basjan, coprotagonista del film TV Lycra & Petticoats. Nel marzo 2023 viene annunciato il suo ingresso nel cast della serie Netflix One Piece nel ruolo di Pciù.

## Filmografia
- Arendsvlei – serie TV, 6 episodi (2018)
- Somerkersfees, regia di Jaco Bouwer – film TV (2019)
- Lycra & Petticoats, regia di Carla Smith – film TV (2021)
- One Piece – serie TV, 3 episodi (2023)

## Doppiatori italiani
Nelle versioni in italiano delle opere in cui ha recitato, Len-Barry Simons è stato doppiato da:
- Dimitri Winter in One Piece